# Contea di Luliang
La contea di Luliang (陆良县S, Lùliáng XiànP) è una contea della Cina, situata nella provincia di Yunnan e amministrata dalla prefettura di Qujing.